# Pilou… Pilou… hé
Albums de Gilbert Bécaud
Croquemitoufle
(1958) L'Enfant à l'étoile
(1960)
Pilou... Pilou... Hé est un album studio de Gilbert Bécaud, avec l'orchestration et la direction de Raymond Bernard. Il paraît en 1959 au format 33 tours 25 cm.

## Face A
1. Pilou... Pilou... Hé (Louis Amade/Gilbert Bécaud)
2. La Chanson pour Roseline (Louis Amade/Gilbert Bécaud)
3. La Princesse de juillet (Louis Amade, Pierre Delanoë/Gilbert Bécaud, Raymond Bernard)
4. Ah ! Si j'avais des sous (Pierre Delanoë/Gilbert Bécaud)
5. Quand tu n'es pas là (Pierre Delanoë/Gilbert Bécaud)

## Face B
1. L'Enterrement de Cornélius (Pierre Delanoë/Gilbert Bécaud)
2. Marie, Marie (Pierre Delanoë/Gilbert Bécaud)
3. La Marche de Babette (Louis Amade/Gilbert Bécaud)
4. Le Rideau rouge (Louis Amade/Gilbert Bécaud)

## Version CD sur le coffretL'Essentiel(2011)
45T de 1958
- 10. Viens danser (Louis Amade, Pierre Delanoë/Gilbert Bécaud)
- 11. Alleluia (Louis Amade, Pierre Delanoë/Gilbert Bécaud)
- 12. Ran-tan-plan (Louis Amade, Pierre Delanoë/Gilbert Bécaud)
- 13. C'est merveilleux l'amour (Charles Aznavour/Gilbert Bécaud)
- 14. Croquemitoufle (Louis Amade, Pierre Delanoë/Gilbert Bécaud)
- 15. Les Amours de décembre (Louis Amade, Pierre Delanoë/Gilbert Bécaud)
- 16. Si je pouvais revivre un jour ma vie (Louis Amade, Pierre Delanoë/Gilbert Bécaud)
- 17. Le Mur (Maurice Vidalin/Gilbert Bécaud)

45T de 1959
- 18. La Cruche (version stéréo inédite) (Louis Amade, Pierre Delanoë/Gilbert Bécaud)
- 19. Hermano (Louis Amade, Pierre Delanoë/Gilbert Bécaud) (1958)
- 20. La Poursuite (du film Babette s'en va-t-en guerre) (Gilbert Bécaud)
- 21. Pilou... Pilou... Hé (chanté par Les Djinns avec Gilbert Bécaud) (Louis Amade/Gilbert Bécaud)

45T de 1960
- 22. Sacrée Fille (Maurice Vidalin/Gilbert Bécaud)
- 23. L'Absent (Louis Amade/Gilbert Bécaud)
- 24. Je m'balance (Pierre Delanoë/Gilbert Bécaud)
- 25. Je te promets (Pierre Delanoë/Gilbert Bécaud)
- 26. Galilée (Louis Amade/Gilbert Bécaud)
- 27. Pour l'amour du ciel (Louis Amade/Gilbert Bécaud)
- 28. Adieu, bonjour (Pierre Delanoë/Gilbert Bécaud)